# Паклениця
Паклениця (хорв. Paklenica) — національний парк в Хорватії, в північній Далмації, на південних схилах гірського масиву Велебіт, за 20 кілометрів на північний схід від Задара, Задарська жупанія. Західною стороною парк виходить до населених пунктів Старіград-Паклениця і Селін, що розташовані на узбережжі Адріатичного моря. Національний парк Паклениця є частиною природного парку Велебіт.

## Загальні відомості
Площа національного парку — 96 км².
Найвищі вершини парку — Ваганскі врх (хорв. Vaganski vrh) — 1757 м і Свєто брдо (хорв. Sveto brdo) — 1753 м.
Оголошено національним парком в 1949 році.
У парку ростуть численні рідкісні види флори. Серед тварин, що мешкають в парку, варто відзначити ведмедів, оленів, козулі, вовків і рисей.

## Цікаві місця
- Каньйони Мала Паклениця і Велика Паклениця — мальовничі каньйони двох гірських річок. У каньйоні Мала Паклениця в наш час[коли?] потік пересох.
- Карстові печери Паклениці — великі гірські печери. На початку 50-х років XX століття були штучно розширені та зміцнені, як місце укриття югославського уряду в разі війни.
- Скелі — круті і мальовничі скелі каньйону — популярне місце у скелелазів. Найвідоміша скеля «Аніца Кук» має висоту 712 м.
- Вершини Ваганскі врх та Свєто Брдо — мальовничі гірські піки, привабливі для гірських туристів.